# 小行星23867
小行星23867（23867 Cathsoto）是一颗绕太阳运转的小行星，为主小行星带小行星。该小行星于1998年9月19日发现。

## 轨道参数
小行星23867的轨道半长轴为457 774 235 km，3.0599882 UA，离心率为0.166。